# Emilio Alonso Sarmiento
Emilio Alonso Sarmiento (Palma, Mallorca, 8 de juliol de 1942) és un economista i polític mallorquí.

## Biografia
Va estudiar el batxillerat al Col·legi de Sant Francesc de Palma. En 1963 va cursar Ciències Econòmiques a la Universitat Complutense de Madrid (1968) i el 1977 es va llicenciar en Història. Va pertànyer des de 1965 al Sindicat Democràtic d'Estudiants Universitaris de Madrid. És membre del PSOE i de la UGT, i el 1979 fou primer secretari de la Federació Socialista Balear i membre Comissió Executiva Federal del PSOE i Secretari d'Administració. També ha estat Conseller d'Ordenació del Territori en el Consell General Interinsular.
Fou elegit diputat per les Illes Balears a les eleccions generals espanyoles de 1977, 1979 i 1989. El 1978-1979 fou Secretari Segon de la Comissió Especial de Medi Ambient del Congrés dels Diputats. A les eleccions generals espanyoles de 1986 fou escollit senador per Mallorca. De 1986 a 1989 fou Vicepresident Primer de la Comissió d'Afers Iberoamericans del Senat d'Espanya. De 1979 a 1986 fou secretari d'economia i finances del PSOE, substituint Carmen García Bloise, i en aquesta qualitat fou l'encarregat d'organitzar un sistema d'empreses que en constituís el seu suport financer. Pel juliol de 1993 fou cridat a declarar pel jutge de delictes monetaris, Miguel Moreiras, en relació al presumpte finançament il·legal del PSOE en el Cas Macosa, però en fou exonerat i deixat en llibertat sense càrrecs. El Cas Macosa fou finalment arxivat en 1997.